# Нижнее (озеро, Кестеньгское сельское поселение, юго-восточное)
Нижнее — озеро на территории Кестеньгского сельского поселения Лоухского района Республики Карелии.

## Общие сведения
Площадь озера — 6,1 км², площадь водосборного бассейна — 238 км². Располагается на высоте 88,6 метров над уровнем моря.
Форма озера лопастная. Берега изрезанные, каменисто-песчаные, местами заболоченные.
Через озеро протекает река Капустная, впадающая в озеро Кереть, из которого берёт начало река Кереть, впадающая в Белое море.
В озере более десяти безымянных островов различной площади, однако их количество может варьироваться в зависимости от уровня воды.
Код объекта в государственном водном реестре — 02020000711102000002248.